# Meine Frau, die Filmschauspielerin
Pour plus de détails, voir Fiche technique et Distribution.
Meine Frau, die Filmschauspielerin est un film allemand réalisé par Ernst Lubitsch, sorti en 1918.

## Fiche technique
- Titre : Meine Frau, die Filmschauspielerin
- Réalisation : Ernst Lubitsch
- Scénario : Ernst Lubitsch, Hanns Kräly et Erich Schönfelder
- Direction artistique : Kurt Richter
- Photographie : Theodor Sparkuhl
- Pays d'origine : République de Weimar
- Format : Noir et blanc - 1,33:1 - Film muet
- Genre : comédie
- Date de sortie : 1918

## Distribution
- Ossi Oswalda : Ossi, la star de cinéma
- Paul Biensfeldt : le dramaturge
- Victor Janson : Lachmann, le directeur
- Max Kronert : Wastel, le portier de l'hôtel
- Julius Dewald : Erich von Schwind
- Hanns Kräly : le dramaturge